# 亞洲公路65號線
亞洲公路65號線（英語：Asian Highway 65），編號，是亞洲公路網系統中的一條通過中華人民共和國、吉爾吉斯、塔吉克及烏茲別克的道路。其線路全長約1,250公里，起點位於中華人民共和國新疆維吾爾自治區喀什市，中途與亞洲公路4號線、亞洲公路7號線、亞洲公路62號線和亞洲公路66號線連接，終點位於烏茲別克泰爾梅茲。

## 主經城市
亞洲公路65號線共經過4個國家，包括中華人民共和國、吉爾吉斯、塔吉克及烏茲別克。以下是亞洲公路65號線主要途經城市：

### 中華人民共和國
- 喀什

### 吉爾吉斯
- 伊尔克什坦口岸
- 萨雷塔什
- 卡拉梅克

### 塔吉克
- 瓦赫達特
- 杜尚貝
- 圖爾孫扎德

### 烏茲別克
- 烏茲森（英语：Uzun, Uzbekistan）
- 泰爾梅茲

## 相接道路
亞洲公路65號線承亞洲公路4號線，接亞洲公路62號線；中途則與亞洲公路7號線在伊爾庫斯坦、與亞洲公路66號線在瓦赫達特相接。

## 外部連結
- Google地圖（页面存档备份，存于）